# Lasioptera querciflorae
Lasioptera querciflorae är en tvåvingeart som beskrevs av Ephraim Porter Felt 1908. Lasioptera querciflorae ingår i släktet Lasioptera och familjen gallmyggor.
Artens utbredningsområde är Arizona. Inga underarter finns listade i Catalogue of Life.